# Деблокада Ораовице
Деблокада Ораовице је акција припадника Војске СР Југославије и Полиције Републике Србије под заједничком командом Здружених снага безбедности која се догодила 14. маја 2001. године у селу Ораовица, Србија, против албанских терориста из ОВПМБ. Претходно су 13. маја терористи напали полицију код самог села која је узвративши ватру убила двојицу терориста. Сама деблокада села спроведена је 14. маја и у њој је погинуло између 14 и 20 припадника ОВПМБ, а рањен је и један припадник МУП-а Републике Србије. Безбедносне снаге су 15. маја, након завршетка акције, заробиле 98 Албанаца који су покушали да се извуку из Ораовице, али су сви након детаљне провере и испитивања пуштени кућама јер се радило о цивилима а не о припадницима ОВПМБ. КФОР је на административној линији са Косовом заробио 45 терориста.

## Позадина
Између 10. јуна 1999. и 25. новембра 2000, Ослободилачка војска Прешева, Медвеђе и Бујановца је извршила 399 терористичких напада на југу Србије. ОВПМБ је у нападима користила углавном ручно наоружање, пушкомитраљезе, минобацаче, антитенковске и противпешадијске мине, ручне гранате и снајпере. Том приликом убијено је 11 српских полицајаца, а 39 је рањено. Убијено је 8 цивила, а 3 рањено, рањена су и 2 посматрача УН и киднапована су 2 цивила. У одговору на нападе убијено је 7 терориста.
Дана 21. новембра 2000. године, три полицајаца су заробљена, мучена и зверски убијена. 18. фебруара 2001, 3 полицајца су убијена када је њихово возило наишло на две антитенковске мине. То су били догађаји који су покренули сукобе на југу Србије, који су решени после деблокаде села Ораовице и разоружавања терориста.

## Антитерористичка акција у Ораовици
Деблокада је уследила после провокација албанских терориста код Ораовице 13. маја. Тог дана из правца рејона Љоки мал у 06.10 часова отворена је ватра из пешадијског наоружања на један вис изнад Ораовице. Нешто касније, у 07.00 часова из правца села Ораовица екстремисти су отворили ватру према положајима снага безбедности, а у исто време су из Копнене зоне безбедности испалили 3 мине из минобацача по положајима југословенских снага на платоу поред цркве и православног гробља у Ораовици. Оружана дејства по овим положајима поновљена су и у 07.20 часова. На патролу полиције која се кретала од Прешева ка Ораовици, у 11.55 са свог пункта који је урађен у току ноћи, екстремисти су отварали ватру из стрељачког наоружања. Од 14.10 са истог пункта терористи су дејствовали и из противавионских митраљеза калибра 12,7 мм. Екстремисти су наставили нападе у ширем рејону Ораовице од 18.35 часова испаљивањем 4 минобацачке мине на положаје снага безбедности у околини гробља у селу. Оружана дејства према положајима полиције престала су око 20.00 часова. Последица није било, а полиција је одговорила на нападе. Том приликом ликвидирана су двојица терориста - Агим Халими (1967) и Шабан Шахини (1975). У току борби терористи су једном гранатом из минобацача пребацили положаје југословенских снага, па је од гранате погинуо један малолетни албански дечак а рањена његова сестра.
Наредног дана, деблокади Ораовице претходили су многобројни апели терористима да се предају, односно мештанима да се одупру притисцима терориста и не придружују им се. Већина мештана се закључала у своје подруме. Само мали број цивила се борио. Прилази селу су били утврђени многобројним рововима, бункерима, пунктовима и митраљеском гнездима, а на путевима су постављене блокаде. Према локалном становништву које им није пружило подршку терористи су применили репресивне мере укључујући и паљење неколико кућа.
Око 14.15 часова 14. маја екстремисти отварају ватру из минобацача, ручних бацача, снајпера и митраљеза на положаје снага безбедности код Ораовице. Нападнуте јединице су услед угрожености својих живота биле приморане да адекватно одговоре. У акцији је коришћено углавном наоружање мањег калибра, због високог ризика по становништво и решености да не дође до непотребних материјалних разарања. Безбедносне снаге су у 16.20 часова омогућиле безбедан излазак веће групе цивила, углавном жена, стараца и деце. Већина се упутила ка Прешеву. Око 17.00 часова снаге безбедности су опколиле Ораовицу, позивајући терористе да положе оружје. Из правца Прешева наступали су припадници Посебне јединице полиције (ПЈП) и 78. моторизоване бригаде, док су 63. падобранска и 72. специјална бригада преко брда албанским терористима дошле иза леђа пробијајући се кроз минска поља, чиме је практично пресечена одступница борцима ОВПМБ. Од дејстава стрељачког наоружања у 18.45 рањен је у пределу горњег грудног коша полицајац Небојша Симић (1974) из Београда који је после указане прве помоћи пребачен у Медицински центар у Врању а потом хеликоптером на ВМА у Београду. Припадници снага безбедности су до 20.00 часова деблокирали две трећине села, укључујући и главни сеоски пут који је био под блокадом, и тада су оружана дејства престала.
Дана 15. маја око 11.00 часова снаге безбедности уништиле су бункер албанских екстремиста код сеоског млина у Ораовици, а онда је, на захтев председника државног Координационог тела за југ Србије Небојше Човића командант Здружених снага безбедности генерал-потпуковник Нинослав Крстић наредио обуставу ватре до 13.00 часова, а терористи су позвани да напусте Ораовицу. Сукоб је после затишја поново букнуо и потрајао до 16.30 часова када је наређена још једна обустава ватре. Током борби из села је побегао Мустафа Шаћири са својим људима. После њиховог повлачења терористи су наставили са прегруписавањем снага уз повремене оружане провокације из рејона Љоки мал, Буковских ливада и села Буковац, унутар Копнене зоне безбедности. Војска и полиција су акцију завршиле тако што се увече колона здружених снага из села спојила са јединицама које су биле на брду. Село је ослобођено и ОВПМБ је нанет кључни ударац током кризе на југу Србије.
Ово је уједно била и последња ратна акција у Србији у којој је, ради уништавања одређених терористичких бункера, коришћен тенк М-84. Током акције коју су пратили и бројни представници међународне заједнице свега неколико кућа је оштећено куршумима и неколико стакала је попуцало од детонација. Ниједна кућа није изгорела. Акцију су пратили представници Беле куће, а представник генералног секретара НАТО-а Питер Фајт, који је такође лично пратио акцију, похвалио је југословенске снаге за професионално одрађен посао. Операција је трајала релативно дуго и више пута је прекидана преговорима и роковима за извлачење цивилног становништва и предају оружја.
У току деблокаде убијено је између 14 и 20 терориста из ОВПМБ - међу којима су биле и истакнуте вође Бардхил Османи (1972) познат као командант Делта, Митат Муслију (1981), Касриот Арифи (1976), Сами Укшини (1978) и Шабан Укшини (1969) познат као командант Тери. Након акције заплењено је 9 полуаутоматских и 2 аутоматске пушке кинеске производње, 4 ручна бацача, два ручна бацача Зоље, противтенковски пројектил Амбруст, 6 пројектила за ручне бацаче, 20 ручних бомби и већа количина муниције, униформи, санитета и друге опреме. О томе да је акција изведена бриљантно сведочи и наређење америчког председника Џорџа Буша да се ова деблокада изучава на америчким војним академијама. Успешна акција војске и полиције утицала је на неодлучне Албанце да не узимају оружје и не прикључују се тзв. ОВПМБ.